# Németh László (gyógypedagógus)
Németh László (Kecskemét, 1866. január 10. – Budapest, Józsefváros, 1930. április 9.) gyógypedagógus. 

## Életútja
Németh László és Németh Terézia fia. Középiskoláit a kecskeméti református főgimnáziumban végezte 1887-ben. Ezt követően a Budapesti Református Teológián hittudományokat hallgatott, majd nevelőként dolgozott Bónis Bertalan, majd Szentimrey Gyula családjánál. Innét hívta meg a váci református egyház segédlelkésznek, ahol mint hitoktató megismerkedett a siketnémák tanításának módszerével. 1895-ben Vácott a siketnémák tanítására oklevelet nyert és ugyanazon intézethez kinevezték tanárnak. 1900-ban Wlassics Gyula miniszter megbízta a siketnémák kecskeméti intézetének szervezésével. 1901-ben miniszteri elismerésben részesült és igazgatói állásában megerősítették.
Már diákkorában több pályadíjat nyert irodalmi munkálataival; a Hajnal című folyóiratba kezdett írni (1895. A mi siketnémáink); írt a Kalauzba is. 1899-ben Váradi Zsigmonddal megalapította a Gyógypaedagogiai Szemlét, a melynek felelős szerkesztője volt; ebben nevezetesebb cikkei: 1899. Internatus nyolcz osztálylyal, vagy externatus hat osztálylyal, 1900. A karácsonyi hang (melyben a siketnémák nevelése általánossá tételének ügyét az egyházak kezébe szeretné áttenni). 1906. január 1. és 1908. július 31. között a Magyar Siketnéma-Oktatás című folyóirat felelős szerkesztője volt.
Felesége Horváth Vilma volt.

## Munkája
- ABC és olvasókönyv az elemi beszédtanítás szolgálatán a siketnémák iskoláinak I. oszt. számára. Budapest, 1902. (Váradi Zsigmonddal együtt).